# Johanneskirche (Krautostheim)

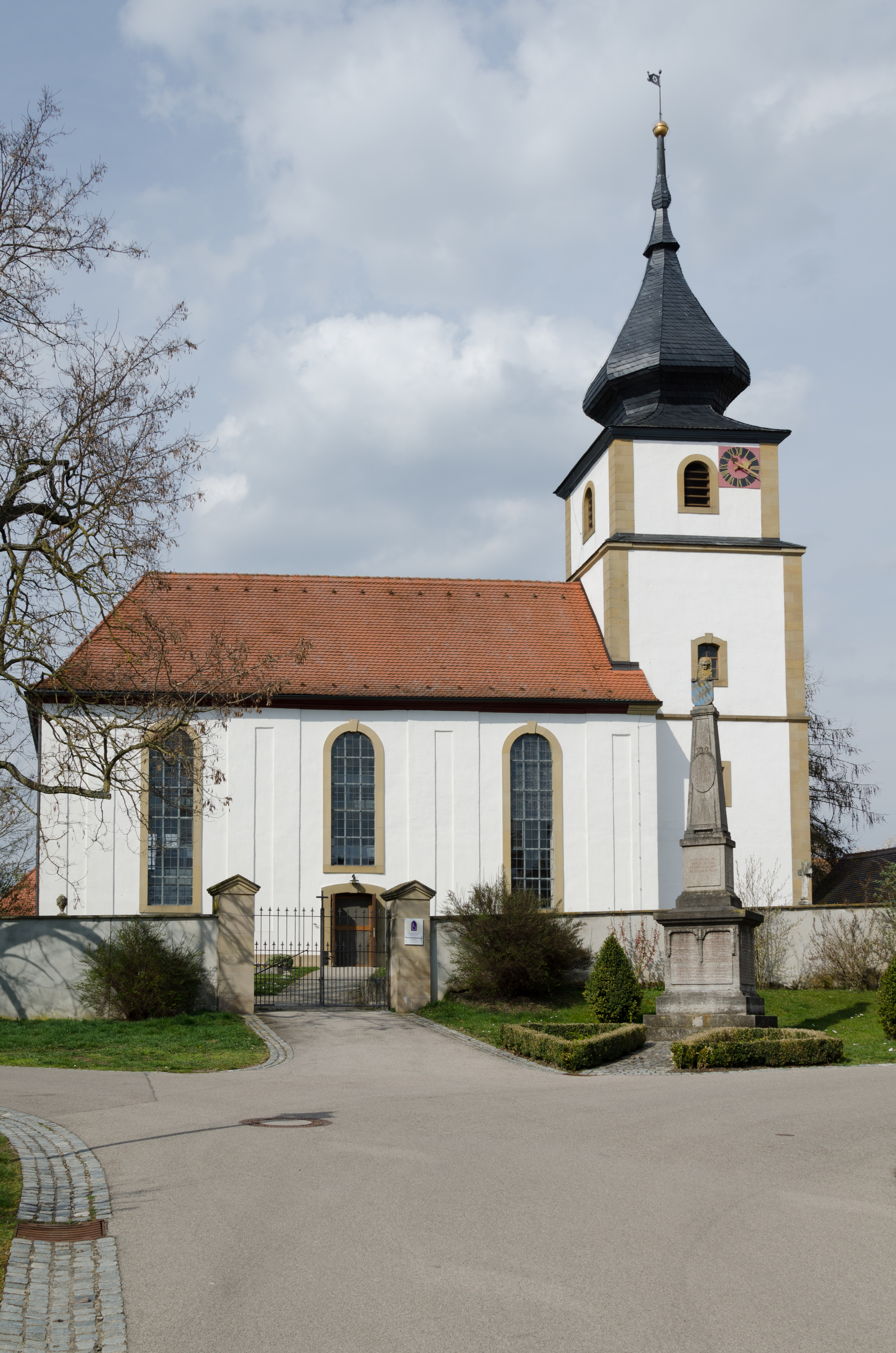
Johanneskirche (Krautostheim)

Die evangelische, denkmalgeschützte Johanneskirche steht in Krautostheim, einem Gemeindeteil des Marktes Sugenheim im Landkreis Neustadt an der Aisch-Bad Windsheim (Mittelfranken, Bayern). Das Bauwerk ist unter der Denkmalnummer D-5-75-165-76 als Baudenkmal in der Bayerischen Denkmalliste eingetragen. Die Kirchengemeinde gehört zur Pfarrei Ehegrund im Evangelisch-Lutherischen Dekanat Markt Einersheim im Kirchenkreis Ansbach-Würzburg der Evangelisch-Lutherischen Kirche in Bayern.

## Beschreibung
Die heutige Saalkirche wurde 1774/75 nach einem Entwurf von Johann David Steingruber im Markgrafenstil erbaut. In dem mit einer Zwiebelhaube bedeckten Chorturm sind Reste von der spätmittelalterlichen Kirche erhalten. In ihm befindet sich heute die Sakristei. Im Chor befindet sich der Altar, über dem die 1918 von G. F. Steinmeyer & Co. gebaute Orgel steht, rechts daneben wurde die Kanzel aufgestellt, an deren Brüstung sich die Medaillons der vier Evangelisten befinden. Ihr Schalldeckel ist eine Nachbildung.